# Juliette Montague Cooke
Pour les articles homonymes, voir Montague et Cooke.
Juliette Montague Cooke (10 mars 1812 - 11 août 1896), connue sous le nom de « Mère Cooke », est une enseignante américaine, membre de la huitième compagnie de missionnaires envoyée par le Conseil américain des commissaires pour les missions étrangères (ABCFM) aux Îles hawaïennes.

## Jeunesse et formation
Juliette Montague est née à Sunderland, fille de Caleb Montague et Martha Warner Montague. Elle fréquente l'école d'Amherst et assiste aux cours de l'Amherst College, étant l'une des premières femmes autorisées à le faire. Elle enseigne à l'école à Ipswich lorsqu'elle est jeune femme, et est décrite comme une bonne tailleuse et couturière dans l'une de ses lettres de recommandation pour le travail missionnaire.

## Travail missionnaire
Juliette Montague Cooke se rend à Hawaï en tant que jeune mariée en 1836 (débarquée en 1837) et enseigne aux enfants hawaïens autochtones à la Chiefs' Children's School (en) d'Honolulu. En tant que matrone de l'école, « Mère Cooke »  s'occupe des enfants des chefs au-delà de leurs besoins scolaires. Elle s'occupait notamment de quatre rois et de deux reines, Emma et Liliuokalani. Le mariage de Bernice Pauahi et Charles Reed Bishop a lieu dans la maison des Cooke,,.
Cooke, comme beaucoup de professeurs de son époque, enseignait la musique et utilisait le chant en classe. Les réalisations musicales de ses élèves royaux comptent parmi ses contributions à la culture hawaïenne. Le bâtiment de musique de l'école Punahou, Montague Hall, porte le nom de Juliette Montague Cooke et de sa fille, Juliette Montague Cooke Atherton,.

## Vie personnelle et postérité

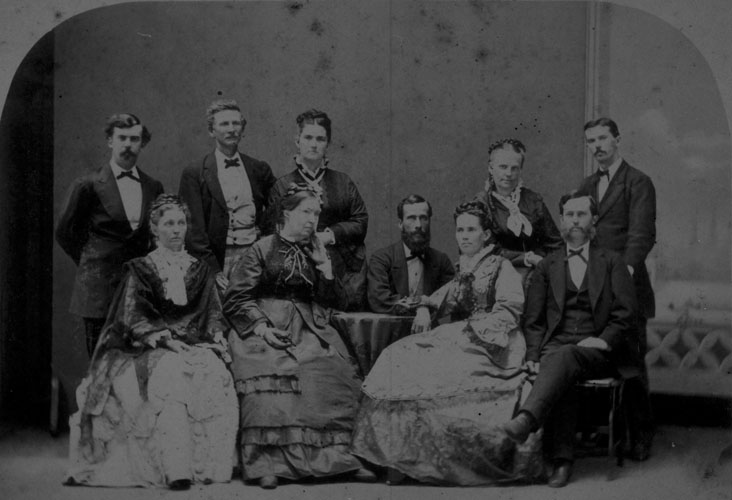
Juliette Montague Cooke et sa famille, vers 1874.

Juliette Montague épouse Amos Starr Cooke (en) en 1836. Ils ont sept enfants ensemble, nés entre 1838 et 1856, dont le financier Charles Montague Cooke (en). Elle est veuve à la mort d'Amos Starr Cooke en 1871. Elle décède en 1896, à l'âge de 84 ans, à Honolulu. Parmi ses petits-enfants figurent le malacologue Charles Montague Cooke Jr. et le financier Clarence Hyde Cooke (en), et parmi ses arrière-petits-enfants le musicien Francis Judd Cooke (en). Le juge Alan Cooke Kay (en) est l'un des descendants vivants de Juliette Montague Cooke.
Sa petite-fille Mary Atherton Richards rédige une biographie des Cookes et de l'école pour enfants du chef, publiée pour la première fois en 1937. Les lettres et journaux survivants de Juliette Montague Cooke sont toujours considérés[Par qui ?] comme une source sur la vie à Honolulu au XIXe siècle.